# FC Codru Lozova
Maillots
Le FC Codru Lozova est un club de football moldave basé à Lozova. Le club évolue depuis la saison 2020 en deuxième division après une saison en première division.

## Palmarès
- Championnat de Moldavie de D2 (1) : 
  - Champion : 2019